# Cerro Miriñaque
Der Cerro Miriñaque ist ein Berg in Uruguay.
Er befindet sich im Departamento Rivera. Der 282 m hohe Berg gehört dabei zu einer Gruppe dreier abgeflachter Hügel namens Tres Cerros del Cuñapirú in der Hügelkette Cuchilla de Haedo.